# Horst (Gueldre)
Pour les articles homonymes, voir Horst (homonymie).
Horst est un village situé dans la commune néerlandaise d'Ermelo, dans la province de Gueldre. Le 1er janvier 2007, le village comptait 570 habitants.